# Phê bình kinh tế chính trị
Phê bình kinh tế chính trị hoặc phê bình kinh tế là một hình thức phê bình xã hội bác bỏ các phạm trù và cấu trúc xã hội khác nhau tạo thành diễn ngôn chính thống liên quan đến các hình thức và phương thức phân bổ nguồn lực và phân phối thu nhập trong nền kinh tế. Bài phê bình cũng bác bỏ việc các nhà kinh tế sử dụng những gì những người ủng hộ nó tin là những tiên đề phi thực tế, các giả định lịch sử sai lầm và việc sử dụng tính quy phạm của các câu chuyện mô tả khác nhau. Họ bác bỏ những gì họ mô tả là xu hướng của các nhà kinh tế chính thống, những người coi nền kinh tế là một phạm trù xã hội tiên nghiệm.
Những nhà phê bình kinh tế có xu hướng bác bỏ quan điểm rằng nền kinh tế, và các phạm trù của nó, được hiểu như là những điều xuyên tạc lịch sử. Bởi họ cho rằng đó là một phương thức phân phối tài nguyên tương đối mới, xuất hiện cùng với sự hiện đại. Do đó, nó được coi là một trong nhiều cách thức cụ thể trong lịch sử dùng để phân phối tài nguyên.
Những nhà phê bình kinh tế phê bình các tình trạng nhất định của chính nền kinh tế, nhưng không nhằm mục đích tạo ra các lý thuyết liên quan đến cách quản lý các nền kinh tế. Những nhà phê bình kinh tế thường coi những khái niệm về nền kinh tế là những nhánh của các khái niệm siêu hình, cũng như các khái niệm thực tiễn xã hội và quy phạm, thay vì coi khái niệm về nền kinh tế là kết quả của bất kỳ sự "tự hiển nhiên" hoặc tuyên bố về "luật kinh tế" nào. Do đó, họ có xu hướng coi những quan điểm phổ biến trong lĩnh vực kinh tế là sai lầm, hoặc đơn giản là ngụy khoa học.
Ngày nay có nhiều chỉ trích về kinh tế chính trị, nhưng điểm chung của chúng là chỉ trích những gì các nhà phê bình kinh tế chính trị có xu hướng coi là giáo điều, tức là tuyên bố về "nền kinh tế" như một phạm trù xã hội cần thiết và xuyên lịch sử.

## Một số quan điểm của những nhà phê bình kinh tế chính trị

### John Ruskin

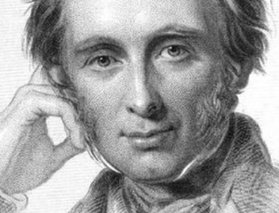
Chân dung John Ruskin

Ruskin coi "nền kinh tế" là một loại "mất tinh thần tập thể hoặc chấn động tập thể", và ông coi việc yêu cầu về độ chính xác trong công nghiệp là một loại nô lệ. Do thực tế là Ruskin coi nền kinh tế chính trị thời bấy giờ là "điên rồ", ông nói rằng nó khiến ông quan tâm nhiều như "một khoa học về thể dục dụng cụ có tiên đề rằng con người trên thực tế không có bộ xương".
Ruskin tuyên bố rằng kinh tế học dựa trên các vị trí hoàn toàn giống nhau. Theo Ruskin, những tiên đề này giống như suy nghĩ, không phải con người không có bộ xương, mà là chúng bao gồm hoàn toàn bộ xương. Ruskin đã viết rằng ông không phản đối giá trị sự thật của lý thuyết này, ông chỉ đơn thuần viết rằng ông phủ nhận rằng nó có thể được áp dụng thành công ở thời đại bấy giờ. Ông đã đưa ra vấn đề với các ý tưởng về "quy luật tự nhiên", "con người kinh tế" và khái niệm phổ biến về "giá trị" và nhằm mục đích chỉ ra sự mâu thuẫn trong suy nghĩ của các nhà kinh tế. Cùng với đó, ông chỉ trích Mill với lối suy nghĩ “ý kiến của cộng đồng đã được phản ánh đầy đủ theo giá cả thị trường”

### Karl Marx
Trong thế kỷ 21, Karl Marx có lẽ là nhà phê bình nổi tiếng nhất về kinh tế chính trị, với tựa sách “Das Kapital” (Tư bản) là một trong những cuốn sách nổi tiếng nhất của ông. Tuy nhiên, người bạn đồng hành của Marx, Friedrich Engels cũng tham gia phê bình nền kinh tế chính trị trong Đề cương phê bình kinh tế chính trị năm 1844 của ông, giúp đặt ra một số nền tảng cho Karl Marx sẽ tiến xa hơn. Phê bình của Marx về kinh tế chính trị bao gồm việc nghiên cứu và trình bày phương thức sản xuất và ý thức hệ của xã hội tư sản, và phê bình Realabstraktionen ["trừu tượng hóa thực sự"], nghĩa là "kinh tế" cơ bản, tức là, các phạm trù xã hội hiện diện trong những gì đối với Marx là phương thức sản xuất tư bản chủ nghĩa, ví dụ như lao động trừu tượng. Trái ngược với kinh điển của kinh tế chính trị, Marx quan tâm đến việc dỡ bỏ bức màn ý thức hệ của các hiện tượng bề mặt và phơi bày các chuẩn mực, tiên đề, quan hệ xã hội, thể chế, v.v., tái tạo tư bản.

## Sự khác biệt giữa những nhà phê bình kinh tế và những người phê bình các vấn đề kinh tế
Có thể phân biệt giữa những người tham gia phê bình kinh tế chính trị, mang một đặc điểm bản thể hơn, nơi các tác giả phê bình các khái niệm cơ bản và phạm trù xã hội tái tạo nền kinh tế như một thực thể. Trong khi các tác giả khác, mà các nhà phê bình kinh tế chính trị sẽ chỉ xem xét để đối phó với các hiện tượng bề mặt của "nền kinh tế", có một sự hiểu biết tự nhiên về các quá trình xã hội này. Do đó, sự khác biệt về nhận thức luận giữa các nhà phê bình kinh tế và các nhà kinh tế đôi khi cũng có thể rất lớn.
Trong mắt những người chỉ trích kinh tế chính trị, những người chỉ trích các vấn đề kinh tế chỉ đơn thuần chỉ phê bình "một số thực tiễn nhất định" trong nỗ lực ngầm hoặc rõ ràng 'giải cứu' nền kinh tế chính trị; Ví dụ, các tác giả này có thể đề xuất thu nhập cơ bản phổ quát hoặc để thực hiện một nền kinh tế kế hoạch.